# Анжуйские короли Англии
Анжуйцы (англ. Angevins  /ˈændʒɪvɪnz/; «из Анжу») — королевский дом французского происхождения, правивший Англией в XII и начале XIII века. Анжуйскими королями Англии были Генрих II, Генрих Молодой Король, Ричард I и Иоанн. За 10 лет, начиная с 1144 года, два графа Анжуйских из Франции — Джеффри (Жоффруа) и его сын, будущий Генрих II, получили контроль над огромным массивом земель в Западной Европе, получившим название Анжуйская империя, существовавшая около 80 лет. Это политическое образование структурно отличалось как от предшествующих нормандских владений, так и от последующих царств Плантагенетов. Джеффри стал герцогом Нормандии в 1144 году и умер в 1151 году. В 1152 году его наследник Генрих присоединил к себе Аквитанию в результате брака с Элеонорой Аквитанской. Генрих также унаследовал притязания на английский престол своей матери, королевы Матильды, дочери короля Генриха I, и получил его в 1154 году после смерти короля Стефана.
Наследником Генриха стал его третий сын Ричард, чья репутация полководца принесла ему прозвище «Cœur de Lion» или «Львиное Сердце». Он родился и вырос в Англии, но в течение своей взрослой жизни провёл там очень мало времени, возможно, всего шесть месяцев. Несмотря на это, Ричард остаётся культовой фигурой как в Англии, так и во Франции, и является одним из очень немногих английских королей, которых помнят по прозвищу, а не по королевскому номеру.
Когда Ричард умер, английский трон занял его брат Иоанн — пятый и единственный выживший сын Генриха. В 1204 году Иоанн уступил бо́льшую часть своих земель на континенте французской короне, включая собственно область Анжу. Однако он и его преемники по-прежнему считались герцогами Аквитании. Потеря области Анжу, в честь которой была названа династия, является причиной того, что сын Иоанна, Генрих III Английский, считается первым Плантагенетом (имя, образованное от прозвища его прадеда Жофруа). Таким образом, Генри III является первым королём династии Плантагенетов. От Иоанна династия успешно продолжалась по старшей мужской линии до правления Ричарда II, а затем разделилась на две конкурирующие младшие ветви — Ланкастеров и Йорков. Термин «Плантагенеты» закрепился в историографии в XVII веке.

## Терминология

### Анжуйский

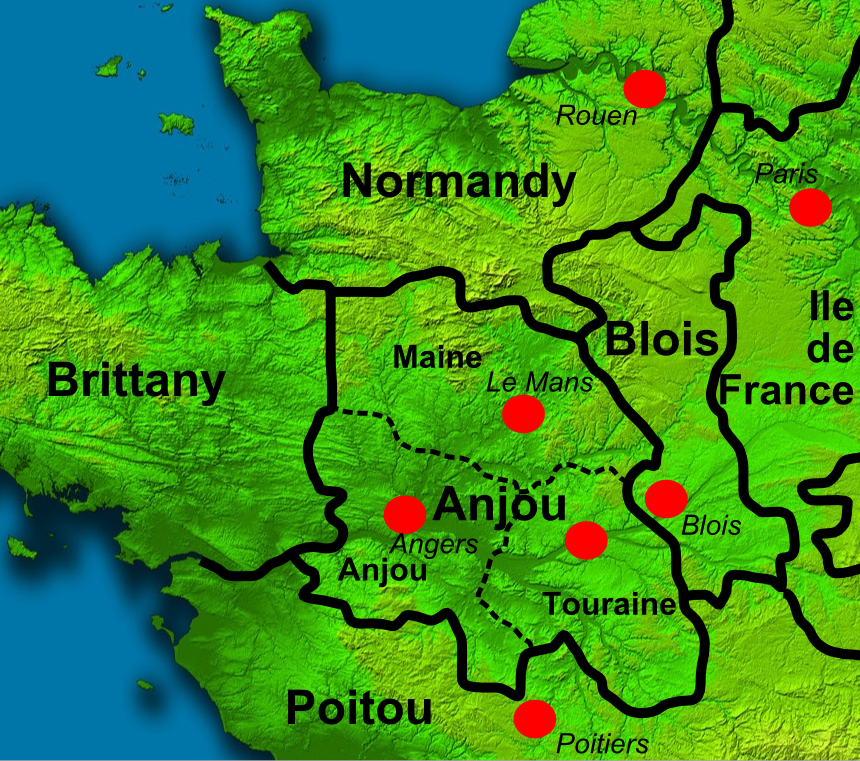
Северная Франция вокруг графства Анжу; красные круги обозначают региональные городские центры

Прилагательное «анжуйский» используется в английской историографии для обозначения королей, которые также были графами Анжуйскими  — начиная с Генриха II  — потомками Джеффри и Матильды; так же называются их потомки и период истории, в который они правили: с середины XII до начала XIII веков. Кроме того, название также используется в отношении графства Анжу и всех суверенов, происходивших из этой области. Прилагательное «анжуйский» также используется для других графов и герцогов Анжуйских, включая предков трёх королей, их двоюродных братьев, которые правили в Иерусалиме, и неродственных членов французской королевской семьи, которым были предоставлены титулы для формирования династий, среди которых были Дом Капетингов в Анжу и Дом Валуа в Анжу.

### Государственный статус
В современной историографии иногда встречаются выражения «Анжуйская держава» или «Анжуйская империя». Между тем, слово «император» не использовалось в официальной титулатуре XI—XII вв., которая акцентировала внимание на том, что подвластные территории состояли из отдельных частей. Генрих II именовал себя «королем англов, герцогом норманнов и аквитанцев, графом анжуйцев». Термин «Анжуйская империя» был предложен в 1887 году британским историком Кейт Норгейт. В 1984 году британский историк Джон Гиллингем использовал термин «империя». В 1986 году съезд историков пришёл к выводу, что не существовало ни анжуйского государства, ни империи, но термин владения Плантагенетов (espace Plantagenet) был признан приемлемым. Дискуссия о терминах «Анжуйская империя» и «Империя Плантагенетов» до сих пор продолжается.

### Плантагенеты

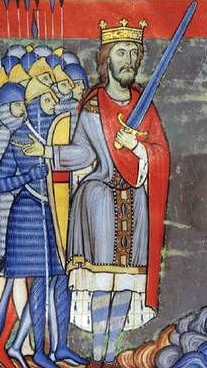
Генрих II (1154—1189) считается первым королем династии Плантагенетов в Англии.

Первым назвал себя Плантагенетом Ричард Йоркский, 3-й герцог Йоркский в XV веке. Плантегенест (или Plante Genest) было в XII веке прозвищем Жоффруа V, графа Анжуйского. Неясно, почему Ричард выбрал именно это имя, возможно потому, что во время Войны роз он хотел подчеркнуть свое родство по отцовской линии с Жоффруа V. Ретроспективное использование имени «Плантагенет» для всех потомков Жоффруа по мужской линии стало популярно во время последующей династии Тюдоров, возможно, благодаря легитимности, которую оно придало правнуку Ричарда, Генриху VIII. В конце XVII века это название вошло в обиход историков.

## Родословная

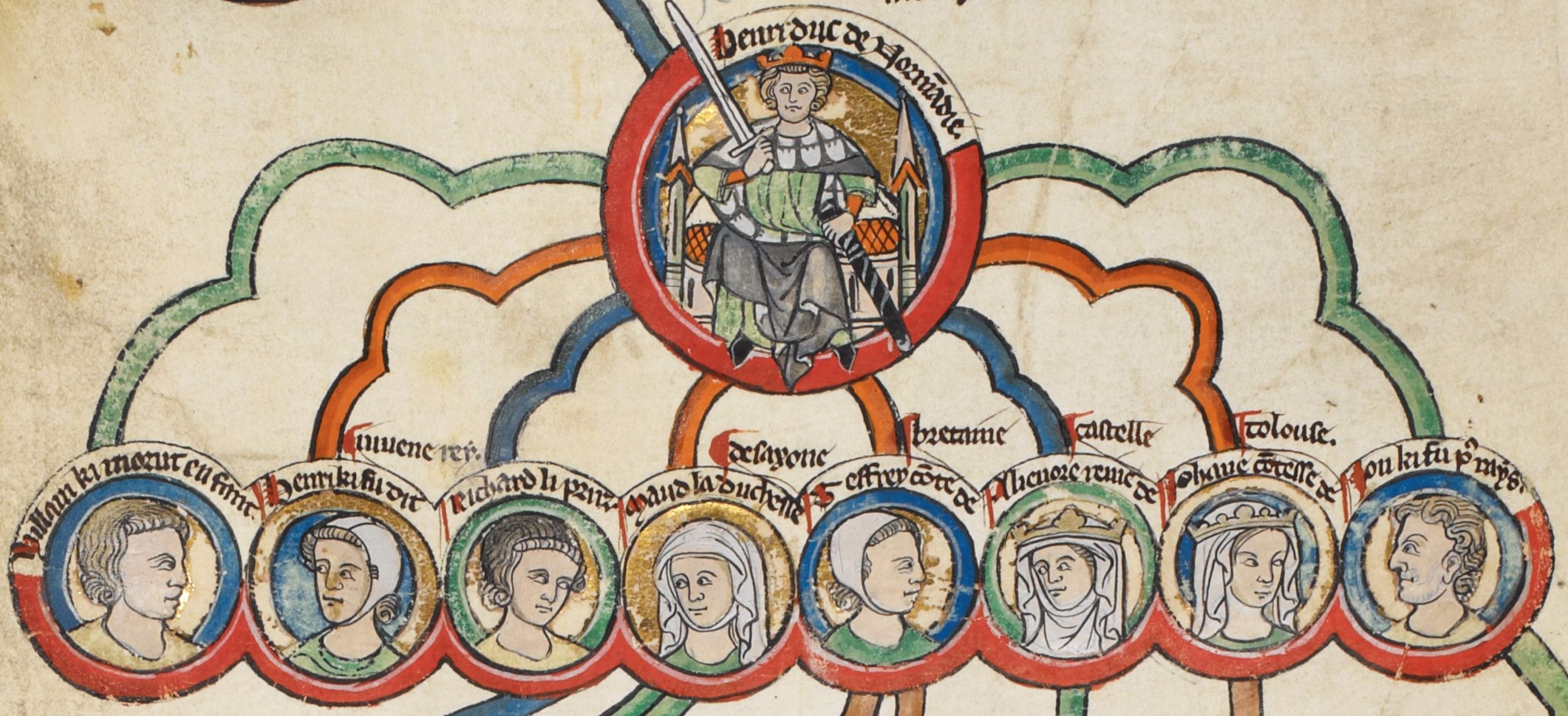
Линия наследования анжуйцев: Генрих II и его законные дети. Слева направо: Уильям, Генрих Молодой Король, Ричард I Львиное Сердце, Матильда Английская, Джеффри II Плантагенет, Элеонора, Джоанна (Иоанна Английская) и Джон (Иоанн Безземельный).

Анжуйцы происходят от Жоффруа II, графа Гатине и Ирменгарды Анжуйской. В 1060 году эта пара унаследовала через
двусторонее родство графство Анжу от старой линии, ведущей свою историю с 870 года и нотабля по имени Ингельгер. Брак графа с Матильдой, которая была единственным выжившим законным ребёнком английского короля Генриха I, был частью борьбы за власть, происходившей в X—XI веках между лордами Нормандии, Бретани, Пуату, Блуа, графства Мэн и королями Франции. Генрих унаследовал притязания на Англию, Нормандию и Анжу, что знаменовало основание династий Анжуйских и Плантагенетов. Это была третья попытка отца Жоффруа, — Фулька V, — создать политический союз с Нормандией. Вначале Фульк выдал свою дочь Матильду за Уильяма Аделина, который утонул в результате крушения Белого корабля. Затем он выдал свою дочь Сибиллу за Уильяма Клитона, наследника старшего брата Генриха Роберта Куртгёза, но Генрих аннулировал брак, чтобы избавиться от претензий Уильяма на свои земли.
История графов Анжу начинается с предшественников Генриха II времен Фулька III Нерра. Сен-Мексанская хроника содержит сведения об экспансии членов анжуйского дома, которые со времен Фулька III Нерра расширяли свои территории за счёт Пуату и графства Блуа. Земли Сомюра были аннексированы в 1025 г., Турень — в 1044 г. С тех пор графство Анжу заняло важное место среди государств севера Франции. Владения графов росли за счёт продуманной матримониальной политики: первый брак Фулька V позволил ему соединить Мэн и Анжу, а второй — с дочерью короля Иерусалимского Балдуина II — принёс королевский титул. Получив отцовское наследство, Жоффруа II Ферреоль стал главой влиятельного дома.

## Экспансия в Англии

Континентальные владения Генриха в 1154 году. Земли, подвластные анжуйской династии, выделены оттенками красного.

Генрих I Английский объявил наследницей свою дочь Матильду, но когда он умер в 1135 году, Матильда находилась далеко от Англии, в Анжу или Мэне, в то время как её кузен Стефан был ближе — в Булони, что давало ему возможность первым прибыть в Англию и короноваться. Муж Матильды, Джоффруа, хотя он мало интересовался Англией, начал долгую борьбу за герцогство Нормандия. Чтобы содействовать мужу, Матильда высадилась в Англии в 1139 году и бросила вызов Стефану, что спровоцировало гражданскую войну, известную как анархия. В 1141 году в битве при Линкольне, Стефан попал в плен, что привело к краху его притязаний. В то время как Джоффруа продолжал покорять Нормандию в течение следующих четырёх лет, Матильда потеряла свое положения из-за высокомерия и неспособности проявить великодушие к побежденным. Она даже была вынуждена освободить Стефана в обмен на своего сводного брата Роберта, 1-го графа Глостера, что позволило Стефану восстановить контроль над большей частью Англии. Жоффруа никогда не посещал Англию; вместо этого он послал Генриха, которому в 1142 году всего 9 лет, в качестве номинального мужчины, чтобы в случае завоевания Англии он стал королем. В 1150 году Жоффруа передал Генриху титул герцога Нормандии, но сохранил за собой доминирующую роль в управлении. Три случайных события позволили Генриху довести конфликт до успешного завершения:
- В 1151 году граф Жоффруа умер, не успев завершить свой план по разделу наследства между сыновьями Генрихом и Жоффруа VI Анжуйским, которые получили бы Англию и Анжу соответственно.
- Людовик VII развелся с Элеонорой Аквитанской, на которой Генрих быстро женился, значительно увеличив свои ресурсы и власть с приобретением Герцогства Аквитании.
- В 1153 году умер сын Стефана , Евстахий IV. Обескураженный Стефан, который также недавно овдовел, отказался от борьбы и, согласно Уоллингфордскому договору, повторил мирное предложение, которое Матильда отвергла в 1142 году, а именно: Стефан пожизненно останется королем, а Генрих — его преемник, сохранит права второго сына Стефана Вильгельма Булонского на родовые поместья. Стефан прожил недолго, и Генрих вступил в права наследства в конце 1154 года[21].

## Упадок

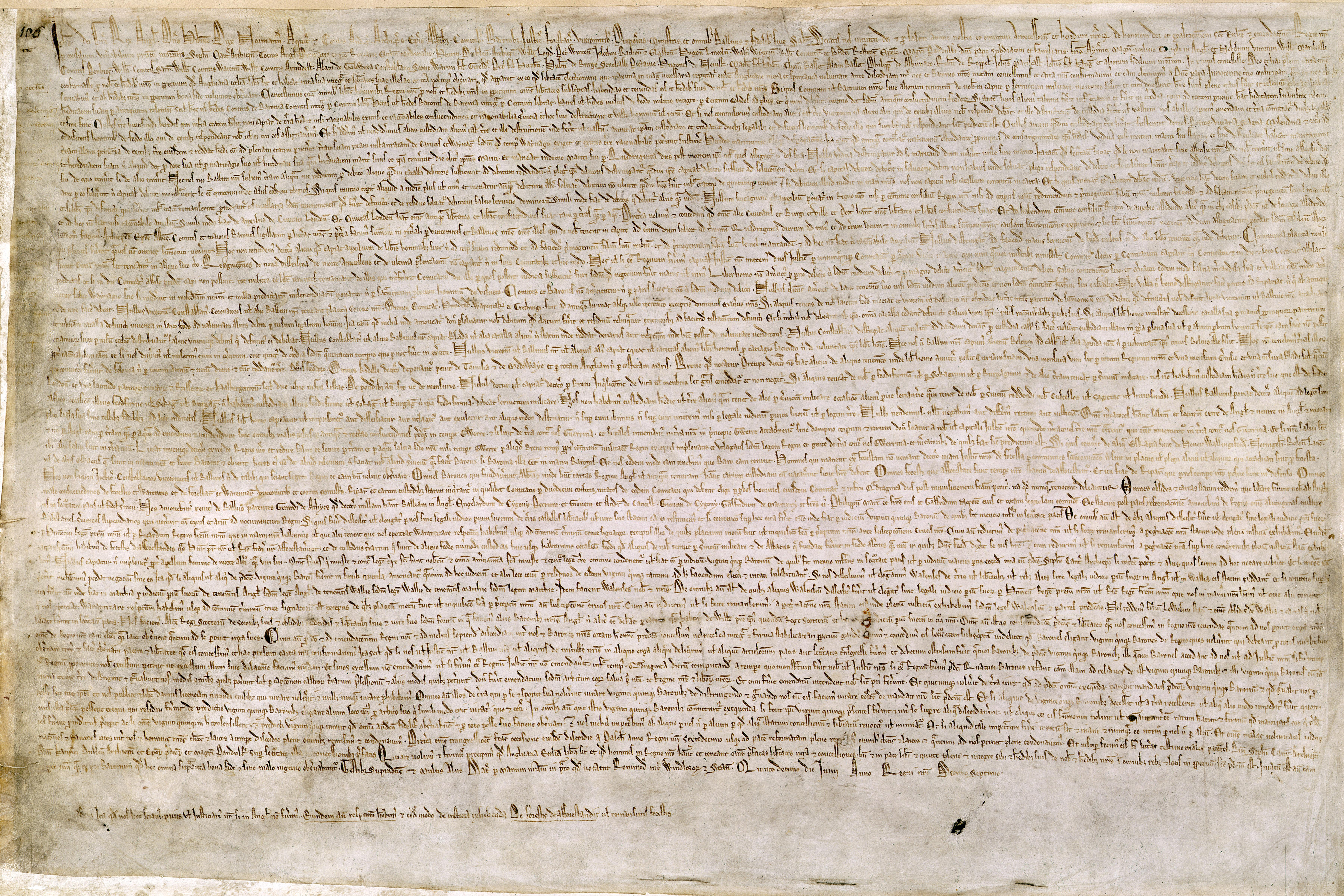
Один из четырёх сохранившихся отрывков текста Великой хартии вольностей 1215 года.

Поражения Иоанна во Франции ослабили его позиции в Англии. Восстание английских баронов привело к подписанию Великой хартии вольностей, которая ограничила королевскую власть и установила общее право. Это событие легло в основу всех последующих конституционных конфликтов XIII и XIV веков. Как бароны, так и корона не желали соблюдать Хартию, что привело к Первой войне баронов, спровоцировшей вторжение Людовика VIII. Многие историки считают смерть Иоанна и назначение Уильяма Маршалла протектором девятилетнего Генриха III концом анжуйского периода и началом правления династии Плантагенетов. Победив в битвах при Линкольне и Дувре в 1217 году, Маршалл выиграл войну, что привело к заключению Ламбетского договора, по которому Людовик отказался от своих притязаний. После победы Маршал опубликовал Великую хартию вольностей в качестве основы будущего правительства.

## Наследие

### Дом Плантагенетов
Некоторые историки считают вторжение Людовика VIII концом анжуйского периода и началом правления династии Плантагенетов. После смерти Ионанна военная ситуация была неопределённой. Победа Уильяма Маршала вынудила Людовика отказаться от своих претензий, что спасло анжуйскую династию в Англии. Однако во Франции все анжуйские владения, кроме Гаскони были захвачены королем Франции Филиппом II. У этого краха было несколько причин, в том числе изменения в соотношении экономических потенциалов, растущие культурные различия между Англией и Нормандией, а также хрупкая семейная основа империи Генриха. Генрих III продолжал попытки вернуть Нормандию и Анжу вплоть до 1259 года, но континентальные потери Иоанна и последующий рост могущества Капетингов в XIII веке стали «поворотным моментом в европейской истории».

## Историография
Рост Британской империи привёл историка Кейт Норгейт к необходимости детального анализа континентальных владений Генриха II; именно ей принадлежит термин «Анжуйская империя», предложенный в двухтомной публикации 1887 года. Приход к власти Генриха II, считала Норгейт, послужил началом появления уникального государственного образования, «поставив английскую корону в совершенно новые отношения с миром в целом. Королевство, которое веками считалось практически отдельной сферой… внезапно превратилось в единицу в большой группе государств, собранных в руках одного правителя и составляющих самую обширную и важную империю в христианском мире». Как подчёркивала Норгейт, эти земли не стали просто зависимыми от английской короны: для Генриха это была в первую очередь анжуйская империя, достояние его династии, в которой английская корона играла существенную, но не центральную роль.
В XX в. многие идеи Норгейт были забыты. Как отмечают Р. Тёрнер и Р. Хайзер, в XIX в. историки в основном концентрировались на образовании национальных государств; французские земли, принадлежавшие анжуйским королям, привлекали внимание французских историков только когда они попадали в руки Капетингов.
В 1950-х годах Жак Буссар, Джон Джоллифф и другие сосредоточились на природе «империи» Генриха; прежде всего французские учёные анализировали механику королевской власти в этот период. Американские и прежде всего французские исследователи не всегда считали возможным рассматривать державу Генриха II как империю из-за её фрагментарности, раздробленности и отсутствия единой объединяющей идеологии, предпочитая говорить о территории или «пространстве» Плантагенетов (фр. espace Plantagenêt).
Начиная с 1980-х годов медиевисты стараются объединить усилия британских и французских исследователей в изучении периода правления Генриха II и его сыновей, пытаясь не рассматривать их власть с «англоцентричной» точки зрения. Идея особого статуса Анжуйской империи и её королей была разработана Дж. Джиллингемом в его неоднократно переиздававшейся работе «Анжуйская империя». Джиллингем подчёркивал ключевую и объединяющую роль правящей семьи Генриха II в единстве империи и анализировал роль личных качеств королей (Ричарда, Иоанна Безземельного) в её распаде. Одной из проблем, препятствовавших успешному созданию империи, называют личный сюзеренитет королей из династии Капетингов над анжуйскими монархами в отношении их континентальных земель. Именно поэтому термин «империя» в отношении владений Генриха II может казаться сомнительным. В то же время несмотря на формальный вассалитет, анжуйские короли обладали фактической властью над своими континентальными владениями (Анжу, Нормандией и другими), полагались на верных им управителей во всех своих доменах; их власть способствовала определённой экономической и культурной интеграции территорий, которыми они владели, и поэтому термин «империя» может быть вполне уместным.
В современной историографии концом Анжуйской империи признаётся 1204 или 1216 год (дата смерти Иоанна Безземельного); иногда также называется и 1224 год (потеря Пуату при Генрихе III).

### Комментарии
1. ↑  Одна из многих популярных теорий предполагает, что источником прозвища является цветок ракитника, ярко-желтого («золотого») цветкового растения, на средневековой латыни имевших название Genisteae; по преданию, Жоффруа имел обыкновение носить веточку ракитника на шляпе[13].

### Сноски
1. ↑  Matthew Strickland. Henry the Young King, 1155—1183. Yale University Press, 2016. P. 2 ISBN	0300219555, 9780300219555
2. 1 2  Gillingham, 2001
3. ↑  Turner & Heiser, 2000
4. ↑  Harvey, 1948.
5. ↑  Blockmans & Hoppenbrouwers, 2014
6. ↑  Aurell, 2003
7. ↑  Gillingham, 2007
8. ↑  Power, 2007
9. ↑  Warren, 1991
10. 1 2  Keefe, 2008
11. ↑  "Angevin". Oxford English Dictionary. Oxford University Press. 2nd ed. 1989.
12. 1 2 3 4  Гугенхейм, 2021, Майте Биллоре. «Империя Плантагенетов».
13. ↑  Plant, 2007
14. ↑  Wagner, 2001
15. ↑  Davies, 1997, p. 190
16. ↑  Vauchez, 2000, p. 65
17. ↑  Gillingham, 2001, p. 7
18. ↑  Davies, 1999, p. 309
19. 1 2 3  Gillingham, 1994
20. ↑  Grant, 2005.
21. ↑  Gillingham, 1994, pp. 19–20
22. ↑  Jones, 2012, p. 217
23. 1 2  The Angevins. The Official Website of The British Monarchy. Архивировано из оригинала 9 апреля 2016 года.
24. 1 2  Jones, 2012
25. ↑  Danziger & Gillingham, 2003, p. 271
26. ↑  Carpenter, 1996
27. ↑  Kate Norgate. England Under The Angevin Kings. 2 vols. London: Macmilland and Co, 1887.
28. ↑  Gillingham, 2007, p. 16
29. ↑  Aurell, 2003, p. 15
30. ↑  Kate Norgate. England Under The Angevin Kings. 2 vols. London: Macmilland and Co, 1887. Vol. I. P. 440.
31. ↑  Kate Norgate. England Under The Angevin Kings. 2 vols. London: Macmilland and Co, 1887. Vol. II. P. 186 ff.
32. ↑   Ralph V. Turner, Richard R. Heiser. The Reign of Richard Lionheart, Ruler of The Angevin Empire, 1189—1199. Routledge, 2001
33. ↑  Aurell, 2003, p. 19
34. ↑  Bautier, Robert-Henri, ‘Conclusions. Empire Plantagenêt ou espace Plantagenêt. Y eut-il une civilisation du monde Plantagenêt?’, Cahiers de civilisation médiévale, 29 (1986) p. 139—147.
35. ↑  Gillingham, John. Historians without Hindsight: Coggshall, Diceto and Howden on the Early Years of John's Reign // King John: New Interpretations. — Boydell & Brewer, 2007. — P. 1–26. — ISBN 978-0851157368. Источник. Дата обращения: 16 марта 2021. Архивировано 9 ноября 2021 года.
36. ↑  Gillingham J. The Angevin Empire. 1984, 2nd ed., 2001
37. ↑  Gillingham J. The Angevin Empire. 1984, 2nd ed., 2001. P. 119 ff.
38. ↑   Ralph V. Turner, Richard R. Heiser. The Reign of Richard Lionheart, Ruler of The Angevin Empire, 1189—1199. Routledge, 2001. P. 37-40.
39. ↑  Power, D. (2016). Angevin (Plantagenet) Empire. In The Encyclopedia of Empire (eds N. Dalziel and J.M. MacKenzie). https://doi.org/10.1002/9781118455074.wbeoe084
40. ↑  Падение Руана 24 июня 1204 года: England under the Norman and Angevin Kings, 1075—1225 — Robert Bartlett (2002), ISBN 9780199251018
41. ↑  Turner, Ralph V. «The Problem of Survival for the Angevin ‘Empire’: Henry II’s and His Sons' Vision versus Late Twelfth-Century Realities.» The American Historical Review, vol. 100, no. 1, 1995, pp. 78-96. JSTOR, www.jstor.org/stable/2167984. Accessed 12 Apr. 2021.
42. ↑  Rowlands I. W. England and Europe in the Reign of Henry III (1216—1272). — Routledge, 2017.

## Дополнительные источники
- England under the Norman and Angevin Kings, 1075—1225 — Robert Bartlett (2002), ISBN 9780199251018
- Plantagenet England, 1225—1360 — Michael Prestwich (2005), ISBN 9780199226870